# کیکی برتنز
 کیکی برتنز (انگلیسی: Kiki Bertens؛ زادهٔ ۱۰ دسامبر ۱۹۹۱) یک تنیس‌باز اهل هلند است.